# Pacto Social (Argentina)
El Pacto Social consistió en un acuerdo que definió la política económica de las primeras fases del gobierno peronista de Héctor Cámpora y la tercera presidencia de Juan Domingo Perón. Se realizó entre las bases obreras representadas en el sindicalismo (nucleadas en la CGT) y el empresariado argentino (nucleado en la Confederación General Económica -CGE-).

## Antecedentes

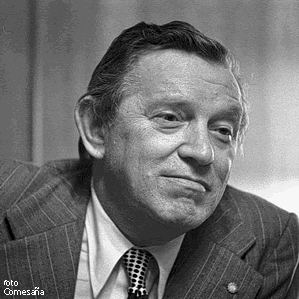
José Ber Gelbard, ministro de economía durante esta fase del plan.

El primer antecedente claro del Pacto Social fue el Programa de Reconstrucción y Liberación Nacional presentado en mayo de 1973, que no se planteaba las cuestiones más profundas de la estructura económica, pero si los principales problemas de la economía argentina en esos momentos, lo urgente de la época.

## Lanzamiento del Pacto Social
El ministro Ber Gelbard (quien fue fundador y presidente de la CGE), se planteaba la necesidad de reconciliar a obreros y empresariado nacional en un mismo sentido, así nació el Pacto Social.

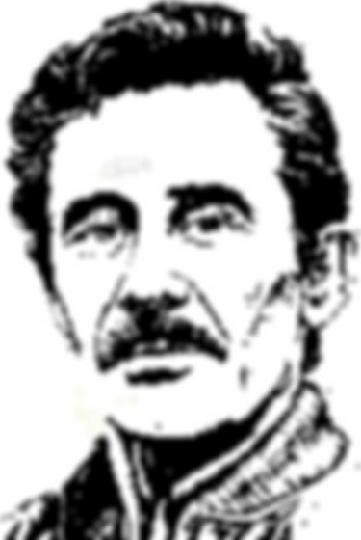
José Ignacio Rucci, líder de la CGT, que firmó el Pacto Social

El pacto social fue firmado el 8 de junio de 1973 por los miembros de la CGT y la CGE, su contenido tenían como objetivo concertar la política económica nacional entre los tres sectores clave de la Economía: el Gobierno, la Industria y los Sindicatos en pos de conseguir la recuperación económica del país que tenía a estas alturas problemas no sólo coyunturales como la inflación, sino también estructurales.

## El plan del Tercer Peronismo

### Objetivos Trazados por el pacto[1]
1) Alcanzar la participación de los asalariados en el 40-50% del ingreso Nacional, en un lapso de 4 años (es decir, para 1977-1978); incrementando los salarios reales de la masa obrera argentina.

2) Mitigar la pesada inflación que era siempre un problema recurrente de la Argentina (lo que indicaba lo sensible del asunto, evitar la espiral de inflación de costos).

3) Todo esto era con el fin de consolidar el crecimiento económico.

### Puntos principales del pacto
Para consolidar el crecimiento económico nacional se necesitaba tanto del crecimiento del mercado interno (tesis apoyada por empresarios y trabajadores) como de las exportaciones tradicionales de la República (las que en la coyuntura eran favorecidas). 
Los puntos principales del Pacto fueron:
- Congelamiento de los precios (para detener el principio de Hiperinflación que amenazaba al país).
- Alza General de Sueldos ($200 mensuales), para que los conflictos laborales cesen.
- Suspensión de la Negociación colectiva sobre el salario durante 2 años.

### Participación de los actores económicos en el pacto
- Industria: A través de la nacionalización del comercio exterior, se podían transferir los fondos del agro obtenidos por las exportaciones tradicionales hacia los industriales, aunque no podía darse el escenario de "saquear" a los sectores rurales, y por ello se implementó el sistema de Alicientes y Castigos conforme a la productividad y eficiencia que presentasen los terrenos explotados y sus explotaciones.

- Sector Rural: En cuanto al campo, la burguesía rural, nunca había visto con buenos ojos ninguno de los planes de Perón[cita requerida] (en el 45 se aliaron a la Unión Democrática de Tamborini y Mosca; en el 55 fueron claves para la Revolución libertadora; y ahora con el Pacto Social en puertas lo debían aceptar). El campo tradicional representado por la SRA lo avaló inevitablemente.

- Sindicatos y Movimiento Obrero: Dada la segmentación que de hecho se presentaba y ya se hacía evidente desde la  presidencia de Cámpora, la dirigencia sindical (cúpula de la CGT) exigia una reivindicación posterior que les diera tanto el poder que anhelaban recuperar como "columna vertebral del movimiento" y sus reivindicaciones salariales que alentasen a la recuperación del salario real de sus afiliados.

- Gobierno: El gobierno mediante el pacto, adquiría mayor intervencionismo en toda la economía, una política marcadamente justicialista, en donde las riendas económicas son fuertemente ligadas al estado frente a un modelo de distribución, que por ahora no aparecería muy bien explicitado.[cita requerida]

## La marcha del Pacto Social

### Primera Fase (junio de 1973- julio de 1974)
El pacto social debutó poco después de que Héctor José Cámpora asumiera el poder, y sus primeros resultados fueron absolutamente positivos:
- En primer lugar tenía una coyuntura internacional favorable (altos precios de las exportaciones tradicionales, y una cosecha récord con exportaciones en aumento).
- La alta inflación que amenazaba continuamente a la Argentina, menguó (del 62% al 17% anual) y se intentaba llegar a una "inflación 0".
- Los salarios reales se recuperaron en un 13,33%.
- Se revirtió la complicada situación de la Balanza de pagos gracias a la acumulación de superávit por el comercio exterior.
- El incremento de los salarios y la expansión del gasto público alentaban a la actividad interna.

#### El papel de los actores económicos

##### El Estado
En cuanto al papel del Estado, la expansión del gasto se hacía a costa del déficit fiscal que creció constantemente desde el inicio del gobierno peronista. La crisis que sobrevino a fines de 1973, obligó a que el déficit se agravara frente a la nueva merma de divisas por la baja de las exportaciones tradicionales. El estado también estaba sosteniendo a la masa empresaria dentro del pacto mediante el otorgamiento de cuantiosos subsidios que favorecían al empresariado nacional.
Por otro lado, el peronismo gobernante estaba sumamente dividido en sectores de izquierda y derecha; los primeros, creían que el gobierno era moderado y necesitaba profundizar un giro hacia el "socialismo nacional"; los segundos, veían al pacto social como un giro a la izquierda, que le daría más poder a la JP marxista e izquierdista, al sindicalismo clasista. Los montoneros, desplazados de la dirigencia del peronismo, cobraron revanchas asesinando a Rucci, y luego del duro discurso del general Perón el 1 de mayo, pasaron a la clandestinidad.

##### El Campo
En cuanto al campo tradicional concentrado en trust y holdings, fue desfavorecido por la desconcentración y nacionalización, cuando aumentaron las cooperativas agrícolas; y se acabó el monopolio o pool frigorífico, ya que Gran Bretaña cerró sus importaciones de carne a la Nación. La SRA y la CAC fueron quienes adhirieron con menos entusiasmo, pero ya CARBAP (Confederación de Asociaciones Rurales de Bs. As. y la Pampa) salió del acuerdo de una política agraria común en agosto de 1973. Muchos ya habían visto al pacto como un giro inevitable a la izquierda.

##### Los sindicatos
Durante la segunda campaña presidencial de 1973, los sindicatos se acercaron más a Perón, y la Juventud Peronista (JP) comenzó a estar más relegada en el planteo político del líder justicialista, pero el asesinato de José Ignacio Rucci (líder de la CGT) sumado a la anterior masacre de Ezeiza, rompió la unión entre los trabajadores peronistas, dejando en evidencia la fractura interna del partido en el peronismo de derecha (al que pertenecía José López Rega) y el de izquierda reaccionaria y revolucionaria (vista en los Montoneros y las Fuerzas Armadas Peronistas). 
La CGT estaba en una encrucijada, no podían desobedecer arbitrariamente a Perón, ni podían aplicar la "no cooperación" como con radicales y militares, pero tampoco sabían como cogobernar el país. La movilización de bases era desbordante: tomas fabriles, pedido de recomposiciones salariales, planteos a gerentes y patrones desquebrajaban de a poco las cláusulas del pacto social.
El propio Perón trató de encargarse de fortalecer al sindicalismo peronista tradicional, y de así debilitar a la izquierda peronista y marxista. Es importante señalara que al parecer la izquierda peronista veía en el regreso del General, la instauración de la patria socialista. Pero Perón también privilegió con la Ley de Asociaciones Profesionales a los sindicatos centrales, eliminando la influencia de los sindicatos clasistas, pero nada de esto terminaba con la lucha salarial.
La lucha de sectores reaparecería inevitablemente, ante la evidente falta de autoridad del Estado, y su decisión de no devaluar la moneda para no acabar con la "inflación 0". El Estado resolvía pero era difícil que las bases acataran, así fue como reaparecerá la puja tradicional entre sectores.

##### La Industria
La CGE se podría decir que era una ilusión, ya que en su constitución para el pacto social, muchas de sus instituciones primarias de base no estaban de acuerdo con el pacto y sólo se adhirieron esperando ventajas futuras. La UIA, donde se encontraban mayoritariamente el capital transnacional, sólo se plegó a la espera de lo que pasaba, es decir, esperando para replegar su poder en una coyuntura favorable para avanzar. Es más, una de las demostraciones, fue la pobre inversión privada que fue en baja hasta 1976.

#### El desgaste del plan
El Pacto tenía tres objetivo principales: alcanzar una participación de los asalariados del 40-50% del ingreso nacional, en un lapso de cuatro años; reducir la alta inflación existente; y consolidar el crecimiento económico. Su principal acuerdo fue la renuncia de los sindicatos a realizar paritarias (negociación de convenios colectivos) por dos años, a cambio de que las empresas congelaran los precios y realizaran un aumento de salarios de suma fija, que para las categorías más postergadas representó un 20% de aumento real.
La política económica de Cámpora, llevada adelante por Gelbard —que se mantendría como ministro luego de la renuncia del presidente— tendría un "rotundo éxito inicial": el PBI creció el 4,5% (un tercio más que el año anterior); el desempleo bajó del 6,1% al 4,5%; la inflación que en el primer semestre del año llegó al 60%, se redujo al 0% en el segundo semestre; el peso argentino se revalorizó un 25%.
Gelbard llevó adelante también una política de desarrollo de las provincias más postergadas, que revirtiera los desequilibrios territoriales que favorecían a la región pampeana, promoviendo la industrialización de las materias primas en el lugar en que se extraían, así como la construcción de infraestructura en el interior. Esta política tuvo su punto más alto al mes siguiente de la renuncia de Cámpora, con la firma del Acta de Reparación Histórica del 25 de agosto de 1973, entre el Poder Ejecutivo Nacional y las provincias de Catamarca, La Rioja y San Luis. El régimen de promoción industrial

Además la coyuntura ya no era tan favorable, pues se había producido la Crisis del Petróleo a nivel internacional justo cuando la industria estaba en plena reactivación. Las importaciones se encarecieron complicando la balanza comercial nuevamente, y como estocada final el M.C.E. dejó de importar la carne argentina.
Los empresarios, no sólo los de capitales concentrados, sino también los de capital nacional comenzaron a sistemáticamente violar el pacto ante el comienzo de la crisis. Los precios, que "necesitaban" aumentar por los aumentos en el costo de los insumos, no se ajustaban a los controles que estaban legalmente constituidos.[cita requerida]
Ante estas dificultades el plan debió ser reformulado, y la re negociación se produjo en marzo de 1974, este nuevo diálogo consumó nuevos aumentos que terminaron dejando insatisfechos a los trabajadores, el virtual rompimiento que ya sufría el pacto llevó al mismo Perón a pedir la cooperación de los actores y amenazar con su renuncia, en el que fuera su último discurso en público.

La JP se opuso y después de una reunión a la que fueron JTP (Juventud Trabajadora Peronista) representada por Enrique Juárez, Montoneros, representados por Dante Gullo y René Haidar, la JUP (Juventud Universitaria Peronista), representada por José Álvaro, la UES (Unión de Estudiantes Secundarios, representada por Claudio Slemenson, acusó así gobierno de firmar un pacto que sería un «instrumento para la congelación de la lucha de los trabajadores».

### Segunda Fase (julio de 1974-)
Con la muerte de Perón, el mismo plan entraba en una etapa distinta, ya el viejo líder no estaba para frenar y contener los desbordes, ya no existía una verdadera figura de poder a quien atenerse, el país entraba en una virtual acefalía de poder.

#### Los actores en la segunda etapa

##### El Gobierno
María Estela Martínez era una figura con poco carisma, que no tenía el amplio apoyo que por supuesto emanaba de la figura de Perón, y era simplemente la heredera constitucional del expresidente. Los actores volvieron a la puja inmediatamente luego de la muerte de Perón, la ahora presidenta María Estela Martínez no era reconocida como una figura política de peso
Pero muchos sugieren, por lo menos ha quedado en el inconsciente colectivo, que quien realmente gobernaba el país durante su presidencia era su Ministro de Bienestar Social (José López Rega), quien fue jefe de la AAA, con lo cual el ala ultraderechista del peronismo había ganado la batalla por el poder. Para mantenerse en el poder, el gobierno instigado por el sector de ultraderecha del PJ, comenzó primero una purga de elementos indeseables en el gabinete nacional, en el congreso y sobre todo en las universidades, donde el ala de izquierda del peronismo tenía amplios lugares.
Los ministros heterodoxos fueron desplazados, y la ahora presidenta Martínez, nombró en su lugar a muchos de los dirigentes de la derecha y ortodoxia peronistas. Varios gobernadores peronistas ligados a la izquierda fueron obligados a renunciar, por la intervención de sus provincias, hubo mediante para ello acusaciones de infiltración en el movimiento, y las cúpulas sindicales (representantes plenos de la ortodoxia) ocuparon sus lugares apoyados por la derecha.
En ese escenario conflictivo y traumático, María Estela seguía los designios verticalistas del lopezregismo, causó que las organizaciones de izquierda rompiesen con el débil gobierno peronista. Montoneros y la JP rompieron con el gobierno, Montoneros volvió a la clandestinidad. Crearon, previendo una salida electoral el PPA (Partido Peronista Auténtico), de efímera existencia y presidido por el exgobernador de Buenos Aires Oscar Bidegain, y prohibido por el gobierno en noviembre de 1975.